# 香港中文大学
香港中文大学（ホンコンちゅうぶんだいがく、英語: The Chinese University of Hong Kong、公用語表記: 香港中文大學）は、 香港・沙田区に本部を置く香港の公立大学。1949年創立、1963年大学設置。大学の略称は中大、CUHK。
世界大学ランキングでは常に上位50位以内を維持しており、世界トップクラスの研究大学とみなされている。香港と諸外国を結ぶIX(インターネットエクスチェンジ)、Hong Kong Internet Exchangeを有する。
Financial Times「Global MBA Ranking 2013」では、2016年・26位にランクされている。またビジネススクールはAssociation to Advance Collegiate Schools of Businessの認証を受けている。

## 概要

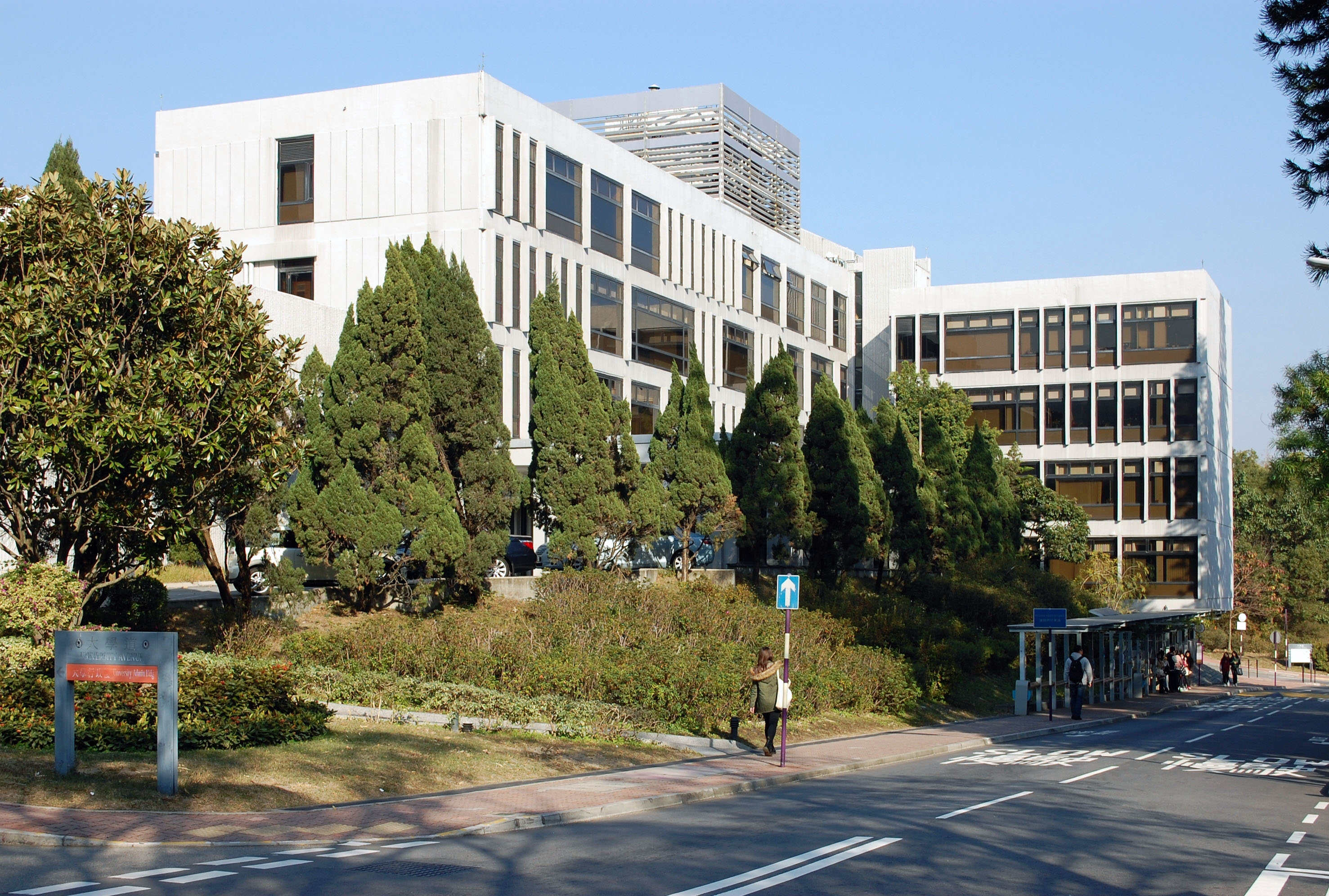
管理棟

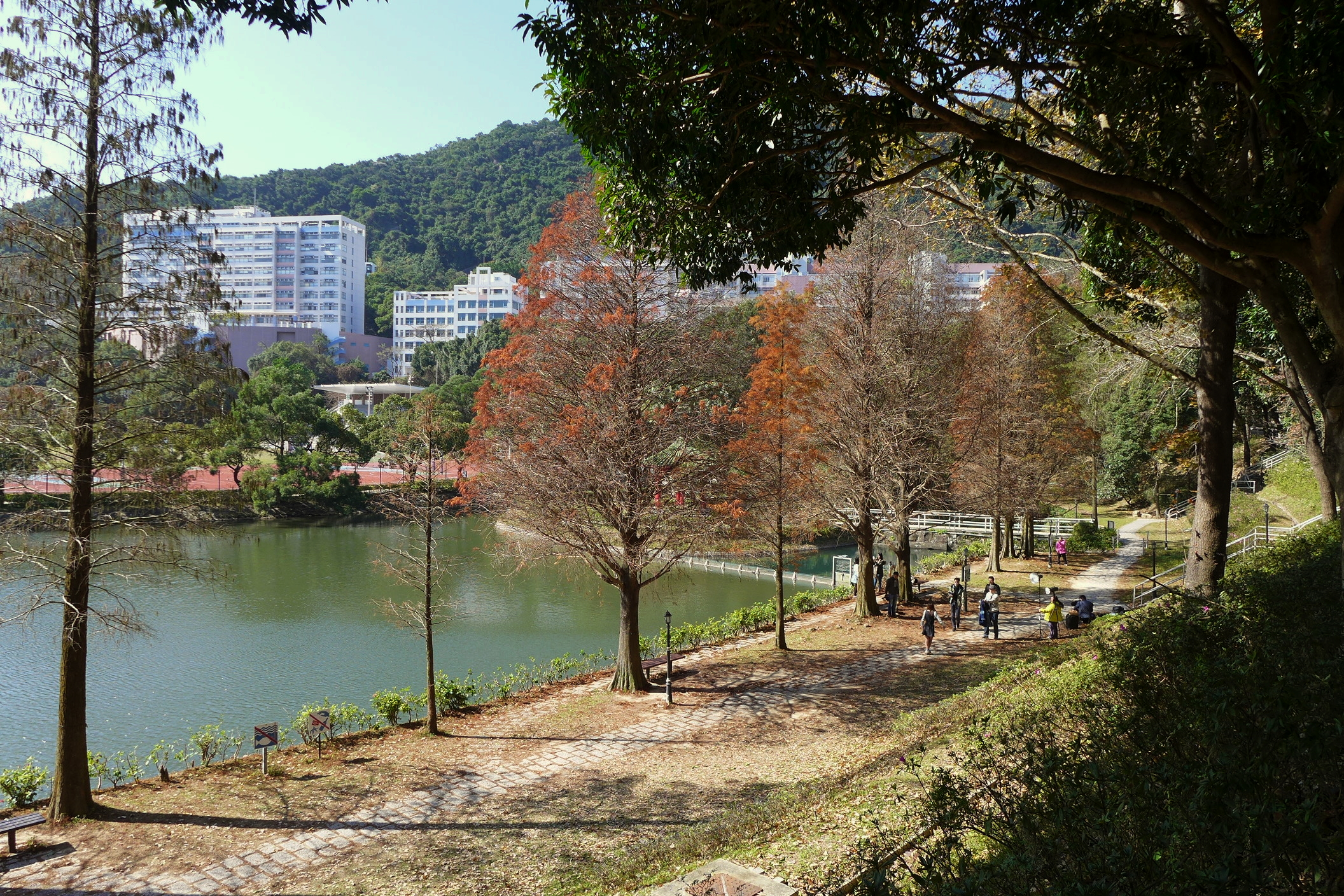
キャンパス内の湖

香港の公立大学。大学の名前は新亜書院の名史学家銭穆が名付ける。「中文」は中国語の意味のみならず、「中華文化」も意味している。教授言語は中国語（広東語ならびに普通話）と英語である。英語で教える香港大学に対抗するため、新亜書院、崇基学院（クリスチャン・カレッジ）、聯合書院が合同で創設した。学生は、各書院と学院に所属する英国式をとっており、米国式の所属形態である香港大学など他の香港公立大学とは異なる特異なシステムをもつ（大学ホームページを参照）。また香港中文大学のビジネススクールはアジア最古の歴史を誇るMBAとして世界的に名高く、数多くの財界人を輩出している。中文大学といえども全ての授業は英語で行われる。
1997年の香港返還後は、教育重視型から研究中心型の運営方針転換のもと、質量ともに充実し、学生数でも学部別ランキングでも香港大学を追い抜いている。タイムズ紙の2007年版世界大学ランキングで、第38位にランクイン。最近学長の国際化運動によって、教学言語問題、キャンパス環境保護問題など、学生による自主反発運動が強い。
香港特別行政区の新界地区東部、沙田・馬料水の丘陵地帯に広大なキャンパスを有し、最寄り駅は香港鉄路東鉄線の「大学駅」である。多くの建物が山の上にあるため、香港の大学では唯一構内でスクールバスを運行している。図書館やレストラン、教員クラブ、テニスコート、オリンピックサイズプールなどの数は香港の大学の中でもトップである。大学敷地内に、ハイアット・リージェンシー・ホテルが存在し、ホテル管理学科を設置している。

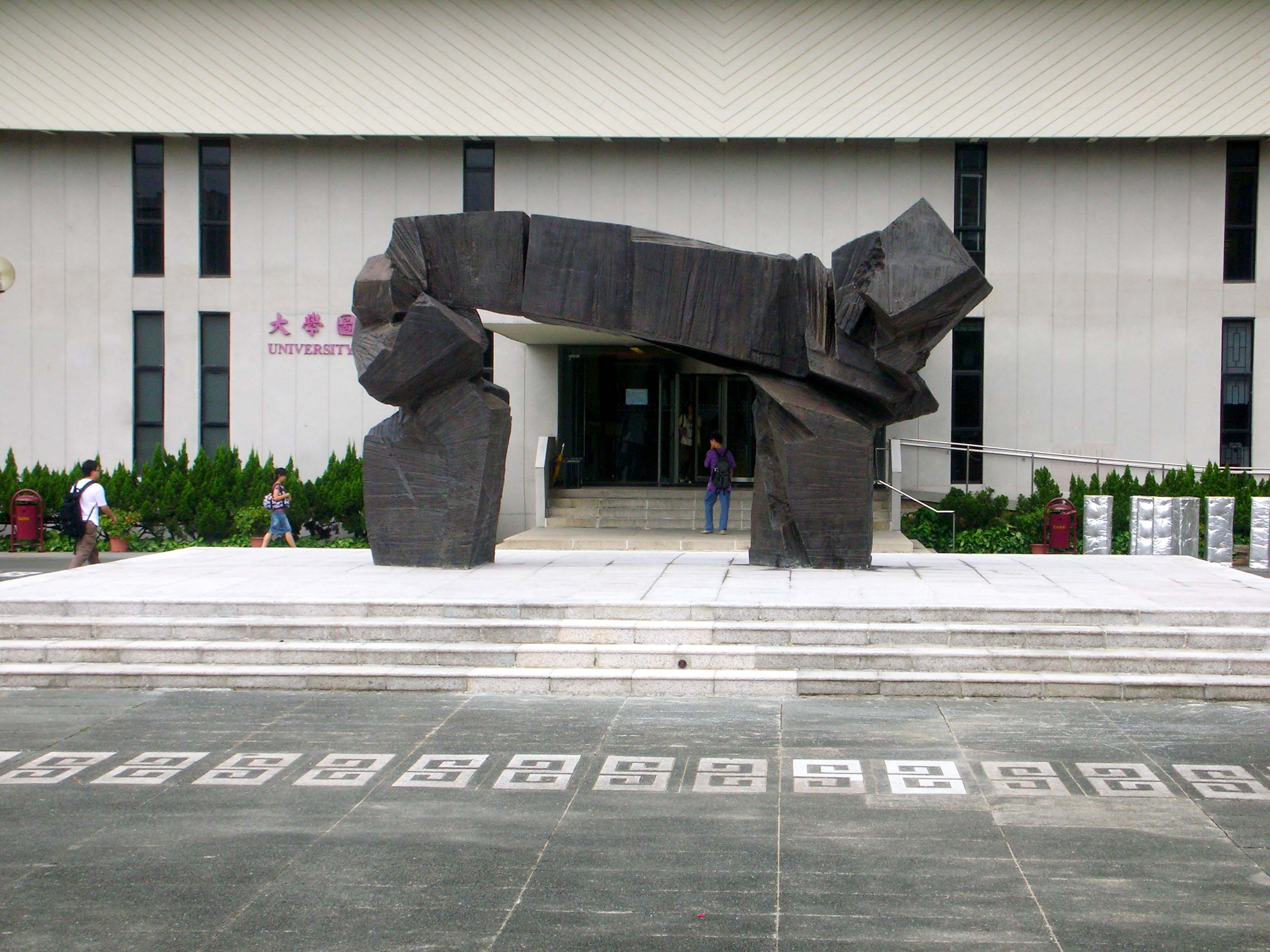
大学図書館の外にあるブロンズ彫刻「知恵の門」

文学部、工商管理学部（経営学部）、教育学部、工程学部（工学部）、医学部、法学部、理学部及び社会科学部の８学部、61学系（専攻科）を有する。また大学図書館を始めとする6箇所の図書館システムや中国考古文物・発掘品・古美術を収集した香港中文大学文物館（Art Museum）、中国研究拠点として有名な中国研究服務中心（University Service Center for China Studies）がある。

## 沿革
- 1957年　新亜書院、崇基学院と連合書院が香港中文専上学校協会を結成。
- 1963年　新亜書院、崇基学院と連合書院が合併して中文大学が正式に成立。
- 1965年　教育学部成立。
- 1966年　研究院（大学院）が開講。（修士課程のみ）
- 1972年　連合書院が沙田キャンパスへ移る。
- 1973年　新亜書院が沙田キャンパスへ移る。
- 1976年　政府方針により、主な権限を各書院から大学本部へ移す。
- 1977年　医学部成立。
- 1980年　博士課程を開設。
- 1986年　逸夫書院が中文大学の4番目の成員として加盟。
- 1991年　工程学部成立。中学七年からの編入を認める（3年制への移行を開始）。
- 1994年　3年制へ完全移行。
- 2005年　法学部が成立。
- 2006年　晨興書院と善衡書院の創設が決定される。8月、それぞれの学院長としてノーベル経済学賞受賞者のジェームス・ミルレスと、辛世文・中文大学生物学講座教授が指名された。
- 2007年　敬文書院、伍宜孫書院と和声書院の創設が決定される。
- 2011年　晨興書院、善衡書院、敬文書院と和声書院が成立。
- 2012年　学制改革により、4年制へ完全移行。伍宜孫書院が成立。

## 著名な関係者
- 高錕：物理学者
- 楊振寧：物理学者
- ジェームズ・マーリーズ：経済学者
- ロバート・マンデル：経済学者
- 銭穆：中国史学者、当代新儒家
- 唐君毅：中国哲学者、当代新儒家
- 牟宗三：中国哲学者、当代新儒家
- 科大衛（中国語版）：（David Faure）中国史学者
- 郎咸平：経済学者
- 北村隆則：外交官

## 出身者
- 浅野亮：政治学者
- シン＝トゥン・ヤウ（丘成桐）：数学者
- 李天命：哲学者
- 余英時：歴史学者
- ウォン・ジン（王晶）：映画監督、プロデューサー。日本語圏のみ別名「バリー・ウォン」と呼ばれる。
- ウォン・ピンユー（黄炳耀）：脚本家、演出家。上記のウォン・ジンとは別人。日本語圏以外（中国語圏含む）では「バリー・ウォン (Barry Wong)」と呼ばれる。
- マイケル・ホイ（許冠文）：俳優、映画監督
- キャシー・リョン（梁雨恩）：歌手
- ザック・カオ（高皓正）：歌手、俳優
- 武田一顕：TBSラジオ所属記者、1988年から1989年まで留学していた
- 増田正人：アジア投資コンサルタント
- チャン・ユエンティン（陳婉婷）[4]：元女子サッカー選手、東方足球隊元監督

## 大学ランキング
- THE世界大学ランキング：世界初の44（2025年）、第9回アジア（2025年）。[5]
- QS世界大学ランキング：世界初の32（2026年）、第6回アジア（2025年）。[6]

## 日本との関係

### 日本研究機関
1990年から、日本研究学科が文学院に成立し、約500名の学生が日本語や日本の文化、歴史、社会、言語学などを学ぶ。また、慶應義塾大学と包括交流協定を、京都大学、国際大学、九州大学、早稲田大学、北海道大学、一橋大学、青山学院大学、上智大学、筑波大学、立教大学、杏林大学、関西学院大学、関西外国語大学、立命館大学、明治大学、東京学芸大学、学習院大学、東京外国語大学、名古屋大学、大阪国際大学、名古屋商科大学、大阪大学、広島大学、和歌山県立医科大学、 大分大学 、亜細亜大学等と交換留学協定を結んでいる。

## 外部サイト
- 香港中文大学公式サイト（中国語及び英語版）
- 香港中文大学MBA公式サイト（日本語版）
- 日本研究学科公式サイト（中国語及び英語版）
- 中国研究服務中心（中国語及び英語版）
- 中国語センター (日本語及び英語版）
- 香港中文大学のスポット記事 | 香港観光・名所－香港ナビ